# Ant-Man
Pour le film de l'univers cinématographique Marvel, voir Ant-Man (film).
Ant-Man (« l’Homme-fourmi » en VF) est le nom de trois super-héros successifs évoluant dans l’univers Marvel de la maison d'édition Marvel Comics. Créé par le scénariste Stan Lee et le dessinateur Jack Kirby, le personnage de fiction apparaît pour la première fois dans le comic book Tales to Astonish (vol. 1) #27 en janvier 1962 sous l’identité du docteur Henry « Hank » Pym.
Le personnage apparaît pour la première fois en tant que Ant-man (traduit en français par l’Homme-fourmi dès ses premières publications aux éditions Lug) dans Tales to Astonish #35 en septembre 1962.
Grâce aux inventions géniales du scientifique Hank Pym, l'Homme-fourmi peut rapetisser et communiquer avec les fourmis.
Dans l'univers cinématographique Marvel, le personnage est interprété par Paul Rudd à partir du film Ant-Man (2015), tandis que les rôles récurrents de son mentor, le scientifique Hank Pym et de sa fille Hope van Dyne sont respectivement tenus par Michael Douglas et Evangeline Lilly.

## Biographie des personnages

### Henry Pym

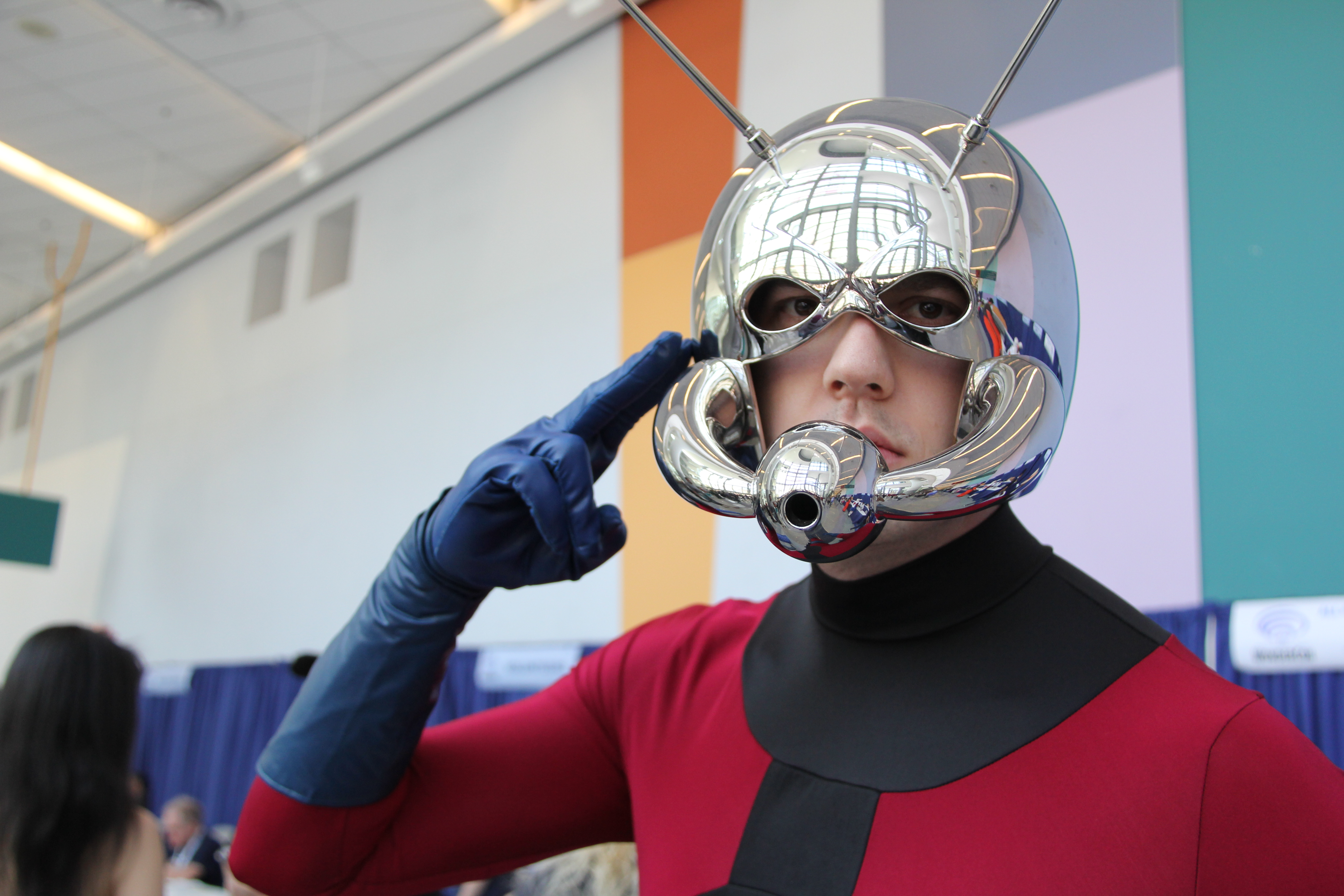
Cosplay de Hank Pym vêtu de son costume d'Homme-fourmi.

Le docteur Henry Pym, dit « Hank » Pym, est le premier Homme-fourmi et l'un des membres fondateurs de l'équipe de super-héros les Vengeurs. Il est le créateur des « particules Pym » qui permettent, en les utilisant avec un gaz, de rétrécir ou de grandir. Hank Pym est aussi le créateur du robot Ultron.
Grâce à son gaz rétrécissant, Hank Pym peut réduire sa taille pour atteindre celle d'une fourmi. Il est aussi équipé d'un casque de sa propre invention doté d'antennes qui lui permet de contrôler les fourmis.
Il partagera sa découverte avec sa petite amie, Janet Van Dyne, qui deviendra plus tard sa partenaire sous le nom de la Guêpe pour lutter contre le crime.
Son cerveau semble avoir subi des dommages à cause du gaz rétrécissant. Il abandonne ensuite son identité d'Homme-fourmi pour devenir Giant-Man, Goliath ou encore Yellowjacket.

### Scott Lang
Scott Edward Lang est un voleur repenti a été membre des Vengeurs et des Quatre Fantastiques.
Afin de sauver sa fille, il commet un cambriolage et s'empare des containers de gaz rétrécissant et du costume d'Henry Pym, le premier Homme-fourmi. Après avoir vérifié que Lang en fera bon usage, Hank Pym lui donne sa permission de les garder et de les utiliser.

### Eric O'Grady
Eric O'Grady apparaît à la suite de la série intitulée The Irredeemable Ant-Man écrite par Robert Kirkman et dessinée par Phil Hester, où est mis en scène celui qui deviendra le troisième Homme-fourmi.

## Pouvoirs, capacités et équipement

### Capacités
Hank Pym est l’un des plus grands biochimistes au monde. Il possède également une expertise dans de nombreux autres domaines scientifiques, notamment en robotique, bio-ingénierie, entomologie et dans la physique quantique.
Scott Lang est un brillant électronicien, particulièrement spécialisé dans les systèmes de sécurité. Pendant le temps où il travailla chez Stark International, il conçut les systèmes de sécurité de l’entreprise, ainsi qu'à une époque ceux du manoir des Vengeurs,.

### Pouvoirs et équipement
Grâce aux particules subatomiques découvertes par le docteur Pym (nommées « particules Pym »), stockées dans des tubes portés à la ceinture du costume de l'Homme-fourmi et protégées par un champ magnétique, l'Homme-fourmi peut réduire sa taille jusqu’à atteindre celle d’une fourmi,.
Lorsque les tubes contenant les particules Pym du costume de l'Homme-fourmi sont ouverts, celles-ci, comprimées, deviennent visibles et se déploient sous la forme d’un gaz qui, une fois respiré, réduit ou accroît la taille de l'Homme-fourmi. Une exposition trop fréquente à ce gaz est cependant néfaste pour un individu, comme ce fut le cas pour Pym, dont le cerveau semble avoir subi d'irréparables dommages,.
- La nature, l’origine et le fonctionnement précis des particules Pym n’ont pour le moment pas encore été établies clairement. Initialement, Hank Pym respirait un gaz ou buvait un sérum contenant ces particules. Après inhalation ou ingestion de ces particules, celles-ci interagissaient avec le champ électrique de son cerveau, créant un nouveau champ qui réduisait alors sa taille[2].
- Si l'Homme-fourmi rétrécissait habituellement jusqu’à une taille de 3,8 mm, il pouvait néanmoins se réduire encore plus, ou adopter n’importe quelle taille comprise entre sa taille ordinaire et celle de 3,8 mm[2].
- Lors de la phase de réduction de taille, une partie de la masse de Pym est « projetée » dans une autre dimension via un portail interdimensionnel, ouvert automatiquement après l'utilisation des particules Pym. Quand Pym retrouve sa taille normale, cette masse réintègre la dimension terrestre par un processus inverse, activé par l’inhalation d’un autre gaz ou sérum qui contient une autre forme de particules Pym[2].
- Étant donné que la masse de Pym reste liée à son corps, même de manière extradimensionnelle, l'Homme-fourmi conserve sa force normale même quand il est réduit à une taille minuscule[2].
- Hank Pym peut aussi réduire sa taille jusqu’à un niveau inframicroscopique (une taille trop petite pour pouvoir être observée, même avec un microscope optique) ; lorsque plus de 99,99 % de sa masse est projetée dans une autre dimension, il est lui-même projeté dans un univers subatomique, appelé « Microvers », qui n'est accessible que par un processus de réduction de taille[2].

L'Homme-fourmi porte un casque cybernétique (conçu par le docteur Pym) qui lui permet de communiquer mentalement avec les fourmis,.
- Le casque peut émettre une onde radio dans un rayon d'environ un kilomètre et demi, selon les matériaux présents autour de lui.
- Il dispose également un système d'amplification sonore qui modifie également la fréquence de la voix, ce qui permet à l'Homme-fourmi d'être entendu des humains de taille normale malgré sa taille réduite.

Pour se déplacer d'un endroit à un autre, l'Homme-fourmi se sert de fourmis ailées comme montures,.

## Apparitions dans d’autres médias
Sauf indication contraire, les informations mentionnées dans cette section peuvent être confirmées par la base de données cinématographiques IMDb,  présente dans la section « Liens externes ».

### Cinéma

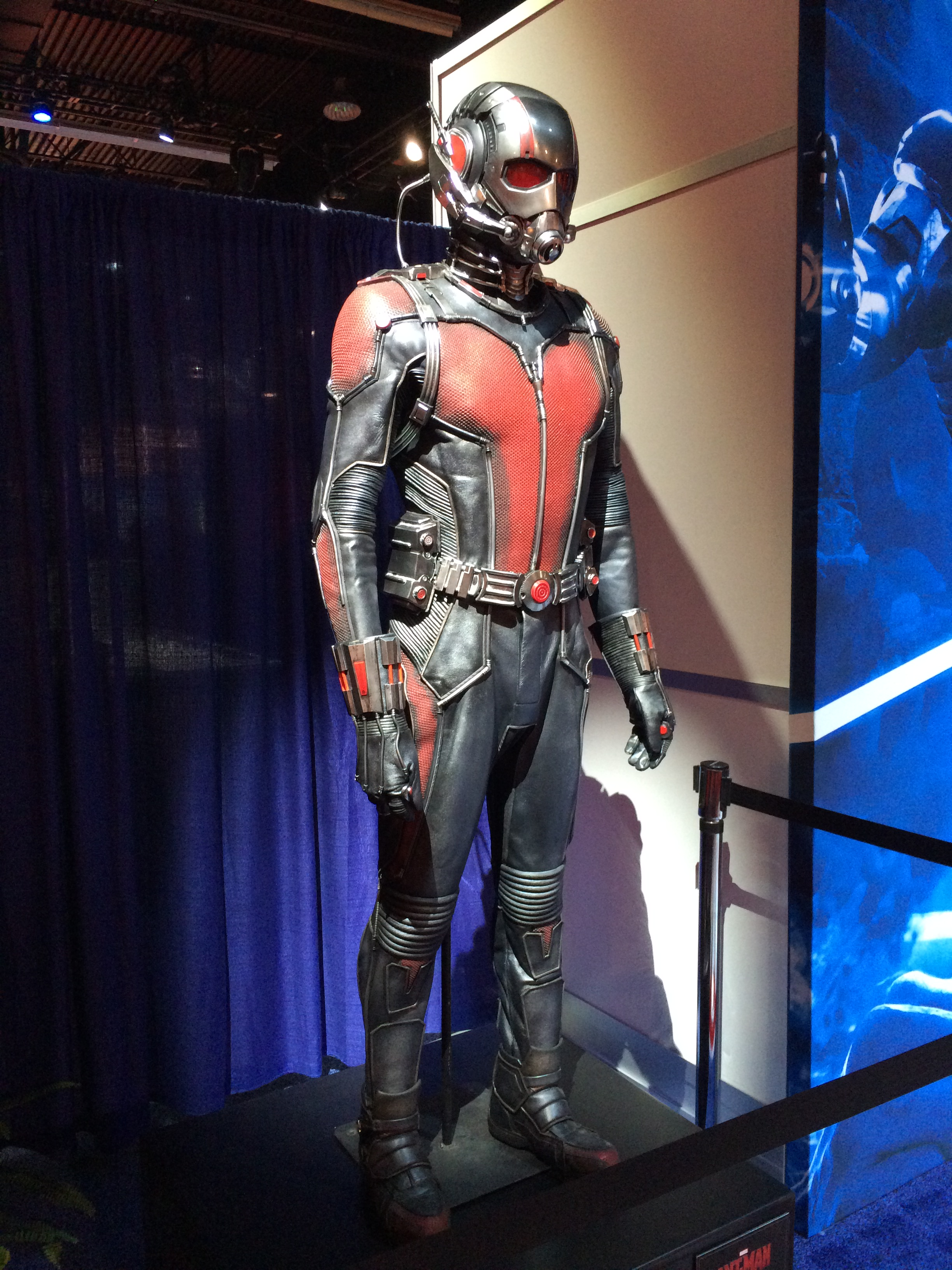
Costume de Ant-Man dans les films de l'univers cinématographique Marvel.

En 2015 sort Ant-Man de Peyton Reed, 12e film de l'univers cinématographique Marvel. Paul Rudd est choisi pour interpréter le rôle de Scott Lang/Ant-Man.
| Année | Titre                             | Type | Statut          |
| ----- | --------------------------------- | ---- | --------------- |
| 2015  | Ant-Man                           | Film | Rôle principal  |
| 2016  | Captain America: Civil War        | Film | Rôle secondaire |
| 2018  | Ant-Man et la Guêpe               | Film | Rôle principal  |
| 2019  | Avengers: Endgame                 | Film | Rôle principal  |
| 2023  | Ant-Man et la Guêpe : Quantumania | Film | Rôle principal  |

### Télévision
Dès 2010, le personnage apparaît dans un épisode de la série d'animation Avengers : L'Équipe des super-héros.
En 2014, le personnage apparaît dans la saison 2 de la série d'animation Avengers Rassemblement et la saison 3 d'Ultimate Spider-Man. En 2021, il apparait dans la série d'animation Spidey et ses amis extraordinaires.

### Jeux vidéo
En 2013, le personnage apparaît dans Lego Marvel Super Heroes.